# ヴァールベリ
ヴァールベリ（スウェーデン語: Varberg [ˈvɑ̂ːrbærj]）は、スウェーデンのハッランド県に位置するヴァールベリ市の市庁所在地。2019年の人口は35,782人。
県の海岸は砂質の「典型的な西海岸」として知られるが、この辺りで岩がちな地形に変わり、北のブーヒュースレーン地方まで延びている。夏は魅力的なリゾート地として、多くの人々がボロースなどの内陸都市から休暇に訪れる。

## 地理
市街は丘陵地と平原に築かれているが、草木はほとんど育たない荒野である。1826年、スウェーデン人の司教で当時の権力者だったエサイアス・テグネールはこの地を「スウェーデンで最も魅力的な場所」と評し、後に地元の市場で引き合いに出されるようになった。砂浜は夏にとても賑わい、ヴァールベリの主要なエッセンスでもあるが、車で20分ほど内陸へ行けば、うってかわって丘陵地に森と湖が映える佳景が広がっている。

## 歴史

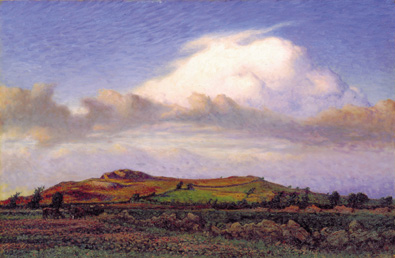
ニルス・キュレーゲル作『ホルステンの丘』

デンマーク支配下、海岸沿いに数珠繋ぎに建てられた軍事施設にヴァールベリ（「見張りの丘」の意。当時はWardberghと表記された）と呼ばれる要塞があった。14世紀半ば、この1キロメートル北にGetakärrという入植地が拓かれた。市街は1400年ごろにそこから5キロメートル北へ移転したが、17世紀初頭に壊滅し砦の近くに再建された。1645年のブレムセブルー条約でスウェーデンに支配が移り、1658年のロスキレ条約でそれが恒久的なものとなった。そのころには約600人が住んでいた。その後、1666年の大火で再び移転し、現在に至る。1863年にはまたも大火が発生したが、石やレンガで再建された。人口は1890年に4000人を超え、工業化もあいまって1930年には8500人に達した。1971年の地方行政改革に伴い、ヴァールベリ市の中心地区になった。
港の入り口付近にはヴァールベリ砦が建ち、そのちぐはぐは外観ゆえにこの地域で最も有名な歴史的建造物になっている。1280年の築城以来、以前の建材を残しつつ増築を繰り返したため今のような状態になった。現在は博物館になっている。
近郊にユネスコの世界遺産に登録されている「ヴァールベリの無線局」があり、夏に観光客で賑わう。